# Lijst van bioscopen in Rotterdam
Dit is een lijst van Rotterdamse bioscopen.

## Huidige bioscopen
| A–L - Cinerama Filmtheater - Filmhuis Cano - KINO Rotterdam - LantarenVenster | M–Z - Pathé de Kuip - Pathé Schouwburgplein |

## Voormalige bioscopen
| A–C - Alhambra (Coolsingel) - Américain (Hoogstraat) - Apollo (Bagijnenstraat) - Asta (Hoogstraat) - Calypso (Mauritsweg) - Capitol (Nieuwe Binnenweg) - Casino Variété (Coolsingel) - Centraal (Nieuwe Binnenweg) - Centraal (Oude Binnenweg) - Cineac Beurs - Cineac-Bijenkorf - Cinema Rex (Mathenesserplein) - Cineone - Circus-Schouwburg (Stationsplein) - City (Hoogstraat) - Colosseum (Beijerlandselaan) - Corso Cinema (Kruiskade) - Bioscoop Courzand | D–L - De Eendracht (Goudseweg) - De Gezelligheid (Goudseweg) - De Samaritaan (Linker Rottekade) - Deca Bioscope - Feijenoord (Oranjeboomstraat) - Flora (Weenaplein) - Gebouw De Vereeniging (Schiekade) - Grand Theatre (Pompenburgsingel) - Harmonie (Gaesbeekstraat) - Hollandia (Binnenrotte) - Hollandia (Hoogstraat) - Imax (Leuvehaven) - Imperial Bioscope (Hoogstraat) - Kosmorama (Hoogstraat) - Kriterion (Stationsplein) - Lijnbaan Theater - Lumière Theater (Lijnbaan) - Lutusca Theater | M–R - Maatschappij tot Nut van het Algemeen (Oppert) - Metro (Wolphaertsbocht) - Musica - Nighttown - Olympia (Binnenweg) - Ooster Theater (Sint Janstraat) - Oscar (Meent) - Oude Luxor Theater - Palace (Coolsingel) - Palace (Zomerhofstraat) - Passage Bioscope (Korte Hoogstraat) - Prinses Theater - Pschorr (Korte Hoogstraat) - Rex (1e Middellandstraat) - Royal (Coolsingel) | S–Z - Scala (Hoogstraat) - Scala (Kruiskade) - gebouw St. Jozefgezellen (Stationsplein) - Technisch Scheepvaartkundig Instituut en Museum - Thalia (Kruiskade) - Thalia (Coolvest) - Thalia (Hoogstraat) - Tivoli Schouwburg - Union (Binnenweg) - Victoria (Bergweg) - WB Theater |